# Saxman
Saxman è un comune degli Stati Uniti d'America, situata nel Borough di Ketchikan Gateway, nello Stato dell'Alaska. La comunità si trova su Revillagigedo Island.